# Juliana Rimane
Pour les articles homonymes, voir Rimane.
Juliana Rimane, née le 22 janvier 1959 à Kourou (Guyane), est une femme politique française.

## Biographie
Fille d'Eustase Rimane, ancien maire de Kourou de 1953 à 1995, Juliana suit des études supérieures à l'Université Paris XII-Val-de-Marne et à l'Université des Antilles et de la Guyane, et obtient en 1994 une maîtrise en histoire. Depuis 2012, elle prépare une thèse sous la direction de Serge Mam-Lam-Fouck.
Elle exerce la profession de bibliothécaire à la bibliothèque municipale de Créteil de 1982 à 1995, puis, à son retour en Guyane, au conseil général.
Élue conseillère municipale de Kourou en 2001, elle est suppléante de Léon Bertrand aux élections législatives de 2002 dans la 2e circonscription de la Guyane. Elle devient députée le 19 juin 2002 quand celui-ci est nommé au gouvernement de Jean-Pierre Raffarin. Membre du groupe UMP, elle siège à la commission des affaires culturelles. Le 28 mars 2004, elle est élue conseillère générale du canton de Kourou. En 2007, elle se représente aux élections législatives en tant que suppléante de Léon Bertrand qui sera battu au 2e tour par Chantal Berthelot.
En janvier 2008, elle est promue chevalier de l'ordre national du Mérite au titre de ses 22 ans de services civils et de fonctions électives.
En décembre 2008, elle est nommée inspectrice générale de l'Éducation nationale au tour extérieur.
Candidate aux élections cantonales de 2011, elle est éliminée au 1er tour pour n'avoir obtenu que 15,54 % des suffrages exprimés.
Toujours conseillère municipale de Kourou dans l'opposition, elle est candidate à Kourou aux élections municipales françaises de 2014.

## Détail des fonctions et des mandats
Mandats locaux
- 19 mars 2001 - 29 avril 2004 : Conseillère municipale de Kourou
- depuis 2008 : Conseillère municipale de Kourou
- 2004 - 2011 : Conseillère générale du canton de Kourou

Mandat parlementaire
- 19 juillet 2002 - 19 juin 2007 : Députée de la 2e circonscription de la Guyane